# Honschaft Heiliger
Die Honschaft Heiliger war vom Mittelalter bis zur Wende des 18. zum 19. Jahrhundert eine von sieben Honschaften des Kirchspiels Overath im Gericht Keppel des bergischen  Amtes Steinbach. Das Honschaftsgebiet befand sich nördlich und südlich der Agger in Höhe der Overather Kernstadt. Benannt wurde die Honschaft nach der Siegburger Probstei Cyriax, deren Kapelle dem heiligen Sankt Cyriacus geweiht war.
Die Honschaft ist seit Mitte des 13. Jahrhunderts urkundlich belegt. Wohnplätze und Orte in der Honschaft waren neben Cyriax  und Overath auch Broich, Brücke, Buschhoven, Eichen, Eulenthal, Halzemich, Hasenberg, Kram, Kulhoven, Linde, Lölsberg, Schiefenthal, Viersbrücken, Warth, Wasser und Windhausen.